# شهرستان دوسمارب
شهرستان دوسمارب, یک منطقهٔ مسکونی در سومالی است که در جلجدود واقع شده‌است. شهرستان دوسمارب ۴۳۴٬۰۸۰ نفر جمعیت دارد.